# Cipó preto
Cipó Preto é um ritmo musical criado para acompanhar a viola caipira no pagode de viola. É mais comumente executado no violão.

## Músicas com o ritmo do Cipó Preto
- Bandeira Branca (Teddy Vieira, Lourival dos Santos e Tião Carreiro)
- Pagode em Brasília (Tião Carreiro - Lourival dos Santos)